# Robert Maillet
 (juillet 2022).
Si vous disposez d'ouvrages ou d'articles de référence ou si vous connaissez des sites web de qualité traitant du thème abordé ici, merci de compléter l'article en donnant les références utiles à sa vérifiabilité et en les liant à la section « Notes et références ».
Pour les articles homonymes, voir Maillet.
Robert Maillet, né le 26 octobre 1969 à Sainte-Marie-de-Kent au Nouveau-Brunswick, est un lutteur professionnel (catcheur) et un acteur canadien.

## Carrière
Maillet lutte au Japon à la  W*ING promotion sous le nom de Goliath El Gigante. 

### World Wrestling Entertainment
Maillet lutte à la WWE en 1997 avec comme manager The Jackyl comme membre de The Truth Commission. Le groupe vient de la United States Wrestling Association. Après la dissolution de The Truth Commission, Kurrgan prend part à l'écurie The Human Oddities, géré par Luna Vachon.

### Circuit Indépendant
Il lutte dans la promotion de Jacques Rougeau sous le nom de Kurgan. Le 8 juillet 2005, il lutte face à "Hacksaw" Jim Duggan durant la mi-temps d'un match CFL à Montréal.
Sous le nom de Giant Kurgan, Robert lutte à la  Atlantic Grand Prix Wrestling (GPW) de Emile Dupree.

## Filmographie
- 2006 : 300 : Uber, l'Immortel géant
- 2009 : Sherlock Holmes : Dredger
- 2011 : Les Immortels : Le Minotaure
- 2011 : the big bang : Anton 'The Pro' Protopov
- 2012 : Merlin  (Saison 4, épisode 5) : Derrian
- 2013 : Percy Jackson : La Mer des Monstres : Polyphème, Lestrygon
- 2013 : Pacific Rim de Guillermo del Toro : Aleksis Kaidanovsky
- 2013 :  The Mortal Instruments : La Cité des ténèbres de Harald Zwart : Blackwell
- 2013 : L'Extravagant voyage du jeune et prodigieux T.S. Spivet de Jean-Pierre Jeunet : Giant Hobo
- 2014 : Brick Mansions : Yeti
- 2014 : The Strain : « The Master »
- 2018 : Deadpool 2 de David Leitch : Sluggo, un prisonnier
- 2018 : Game Over, Man! : Chet
- 2019 : Polar de Jonas Åkerlund : Karl
- 2020 : Becky : Apex

## Managers
- The Commandant
- The Jackyl
- Sable
- Luna Vachon
- Nasty Nat

## Palmarès et accomplissements
- NWA: Extreme Canadian Championship Wrestling
  - NWA/ECCW Heavyweight Championship (2 fois)

- Real Action Wrestling
  - RAW Heavyweight Championship (1 fois)

- United States Wrestling Association
  - USWA World Tag Team Championship (3 fois) - avec Recon

- Wrestling Observer Newsletter awards
  - Worst Tag Team (1998) avec Golga